# Our First 100 Days

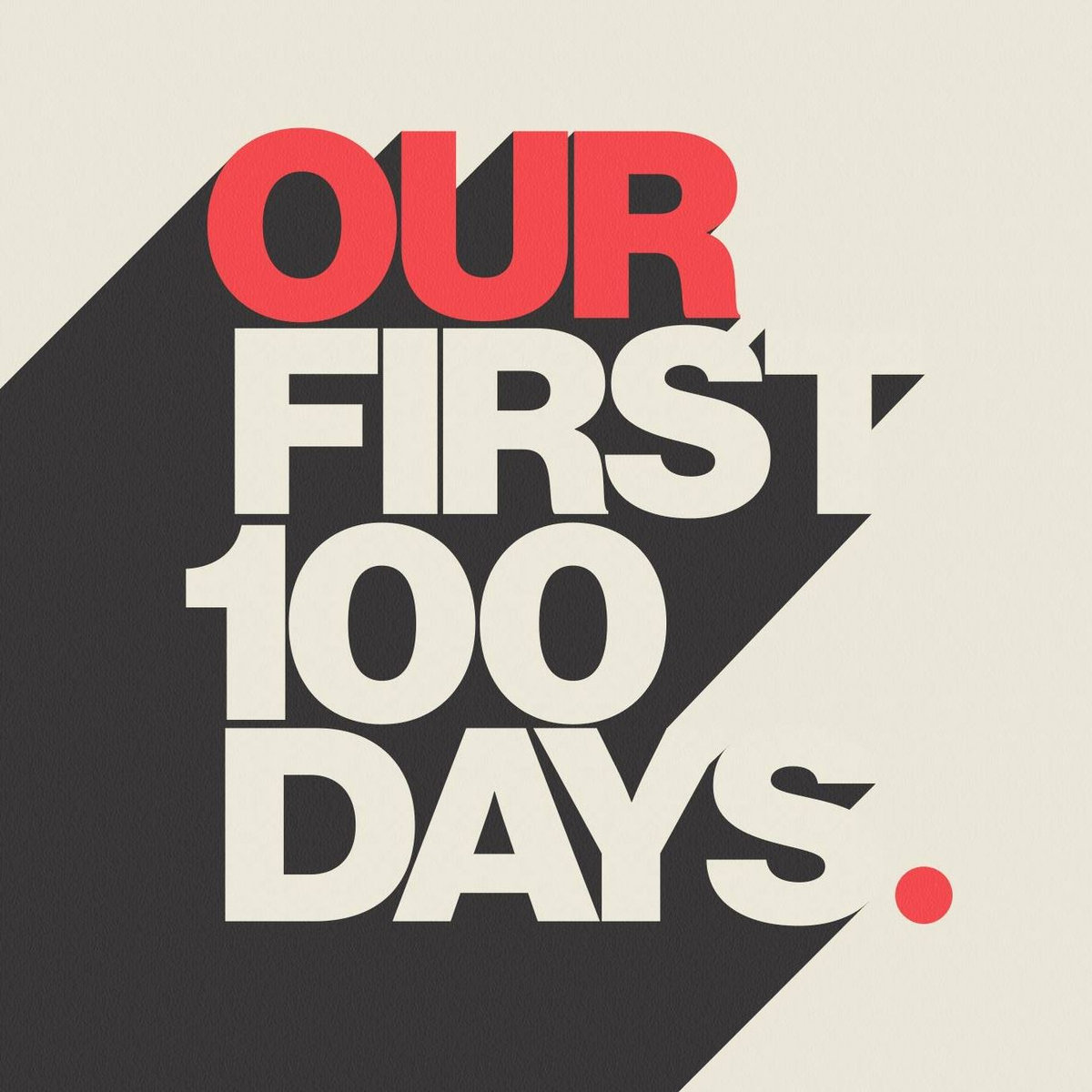
Logo des Projekts

Our First 100 Days ist ein vom US-amerikanischen Independent-Label Secretly Canadian initiiertes politisches Musikprojekt. Das Projekt startete am 20. Januar 2017, dem Tag der Amtseinführung von Donald Trump, mit dem Ziel, die ersten 100 Tage seiner Amtszeit jeweils ein Lied als Opposition zu Donald Trumps Politik zu veröffentlichen. Die auf diese Weise entstandene Playlist ist via Bandcamp abrufbar und steht gegen Bezahlung als unbegrenzter Stream und Download zur Verfügung. Die Einnahmen sollen ausgewählten Organisationen zugutekommen, die sich mit Themen befassen, welche nach Ansicht der Initiatoren durch die Agenda der Trump-Administration akut gefährdet sind, unter anderem Klimaschutz, LGBTQ oder Immigration.
Im Gegensatz zum Schwesternprojekt 1,000 Days, 1,000 Songs wurde ausnahmslos unveröffentlichtes Material, darunter zahlreiche Neukompositionen, verwendet. Involviert waren hauptsächlich, aber nicht ausschließlich beim Label unter Vertrag stehende Künstler.

## Motivation und Ziel
Phil Waldorf von der Secretly Group erklärte das Ziel der Kompilation wie folgt.

„Viele von uns wachten am Morgen nach der Wahl in einem Schockzustand auf. Alles war anders. Wir wussten, dass wir etwas tun mussten und wir sind unheimlich stolz auf das, was wir mit Our First 100 Days auf die Beine stellen. Es ist nicht nur eine Sammlung großartiger Musik, es ist ein Zusammenkommen der Musikgemeinschaft, mit dem viele wichtige Organisationen unterstützt werden, die sich an vorderster Front gegen die Politik der neuen Administration verteidigen werden. Wir hoffen, dass die Leute nicht nur die Musik lieben und ein paar neue Dinge entdecken, sondern es als einen einfachen Weg sehen werden, einen Beitrag für Organisationen zu leisten, die genau jetzt auf Unterstützung angewiesen sind.“

## Die Playlist
Die Liste enthält alle zwischen 20. Januar und 29. April 2017 im Rahmen des Projekts veröffentlichten Lieder in chronologischer Reihenfolge. Aufgelistet sind Interpret, Titel und etwaige Bemerkungen.
| #    | Interpret                                      | Titel                                       | Anmerkungen                      |
| ---- | ---------------------------------------------- | ------------------------------------------- | -------------------------------- |
| 01   | Angel Olsen                                    | Fly on Your Wall                            |                                  |
| 02   | PWR BTTM                                       | Vacation                                    |                                  |
| 03   | Avey Tare                                      | Visit the Dojo (Slasher Flicks Demo)        |                                  |
| 04   | Jason Molina                                   | Royko                                       |                                  |
| 05   | Women                                          | Group Transport Hall (Alternative version)  |                                  |
| 06   | Suuns                                          | Native Tongue                               |                                  |
| 07   | Tilman Robinson & Luke Howard                  | Requiem for 2016                            |                                  |
| 08   | Meat Wave                                      | Dogs at Night                               |                                  |
| 09   | S. Carey                                       | Come to Me                                  |                                  |
| 10   | Entrance                                       | Not Gonna Say Your Name                     | auch bei 1,000 Days, 1,000 Songs |
| 11   | Joan of Arc                                    | Vampire E.R.                                |                                  |
| 12   | Peter Silberman                                | Feeling Yourself Disintegrate               | Flaming-Lips-Cover               |
| 13   | Toro y Moi                                     | Omaha                                       |                                  |
| 14   | Bill Fay                                       | Shame                                       | auch bei 1,000 Days, 1,000 Songs |
| 15   | Helado Negro                                   | Levantar Las Piernas (2012 Demo)            |                                  |
| 16   | Bowerbirds                                     | Sweet Hereafter                             |                                  |
| 17   | Califone                                       | Comedy                                      |                                  |
| 18   | Riley Walker                                   | The Great & Undecided (Alternative version) |                                  |
| 19   | Hurray for the Riff Raff                       | Everybody Knows                             |                                  |
| 20   | Jessica Lea Mayfield                           | The World Won’t Stop (Demo)                 |                                  |
| 21   | Tim Heidecker                                  | Trump Talkin’ Nukes                         |                                  |
| 22   | Adam Torres                                    | Dreamers in America                         |                                  |
| 23   | Cross Record                                   | Sharpness                                   |                                  |
| 24   | Tara Jane O’Neil                               | The Ballad of El Goodo                      | Big-Star-Cover                   |
| 25   | The Range                                      | Retune (Redone)                             |                                  |
| 26   | DRINKS                                         | I Am a Miserable Pig                        |                                  |
| 27   | A Place to Bury Strangers                      | Everyone’s the Same                         |                                  |
| 28   | Surfer Blood                                   | Bacon Frying                                |                                  |
| 29   | Mind Over Mirrors                              | Sky Colorer                                 |                                  |
| 30   | Dntel feat. Benoit Pioulard                    | Fringes of Focus                            |                                  |
| 31   | Will Johnson                                   | All Our Deeds (Sure Find Their Ways)        |                                  |
| 32   | Bop English                                    | I Feel So Lost                              |                                  |
| 33   | Speedy Ortiz                                   | In My Way                                   |                                  |
| 34   | Gold Panda                                     | Halyards (Pedro Vian Remix)                 |                                  |
| 35   | Buke and Gase                                  | Dress                                       | PJ-Harvey-Cover                  |
| 36   | Aero Flynn                                     | Picture                                     |                                  |
| 37   | Lavender Country                               | Red Dress                                   |                                  |
| 38   | Trevor Sensor                                  | These Dark Days                             |                                  |
| 39   | Sam Amidon feat. Inga                          | Correspondence                              |                                  |
| 40   | Aoife O’Donovan                                | The King of All Birds (Acoustic)            |                                  |
| 41   | Holy Sons                                      | Trainer So Bad                              |                                  |
| 42   | Airbird                                        | Love Feels                                  |                                  |
| 43   | Loamlands                                      | Hear Me Now                                 |                                  |
| 44   | Rob Crow                                       | Just Marking Time at This Point             |                                  |
| 45   | Durand Jones & the Indications                 | Power to the People (Demo)                  |                                  |
| 46   | Self Esteem                                    | War/Golden God (Demo)                       |                                  |
| 47   | Sui Zhen                                       | Calm Winds                                  |                                  |
| 48   | Kate Tempest                                   | Bad Place for a Good Time (Radio edit)      |                                  |
| 49   | Richard Edwards                                | Strange                                     |                                  |
| 50   | Thor & Friends                                 | Triangles                                   |                                  |
| 51   | Eluvium                                        | Blood Sketch                                |                                  |
| 52   | Dave Harrington                                | Burn Your Money                             |                                  |
| 53   | Here We Go Magic                               | D                                           |                                  |
| 54   | EMA                                            | Stand with You (Song for Ghostship)         |                                  |
| 55   | Cherry Glazerr                                 | Hot Cheetos and Wine                        |                                  |
| 56   | Nothing                                        | Spell                                       |                                  |
| 57   | Itasca                                         | Grassland                                   |                                  |
| 58   | Nathan Bowles                                  | The i in Silence                            |                                  |
| 59   | Flock of Dimes                                 | Potential                                   |                                  |
| 60   | Wild Nothing                                   | Begin Again                                 |                                  |
| 61   | Kane Strang                                    | Hypochondria                                |                                  |
| 62   | Julien Baker                                   | Good News (Piano version)                   |                                  |
| 63   | Twin Peaks with Juan Waters                    | Back Door                                   |                                  |
| 64   | Marissa Nadler                                 | Rosemary                                    |                                  |
| 65   | Mountain Man                                   | Love Hurts                                  |                                  |
| 66   | James Elkington                                | Corridor Country                            |                                  |
| 67   | Courtney Marie Andrews & Bonnie 'Prince' Billy | I Wish I Knew How It Would Feel to Be Free  | Nina-Simone-Cover                |
| 68   | Mas Ysa                                        | Face                                        |                                  |
| 69   | Jens Lekman                                    | Your Laugh                                  |                                  |
| 70   | Nap Eyes                                       | Your Samples, Our Obsession                 |                                  |
| 71   | The Mountain Goats                             | Etruscans                                   |                                  |
| 72   | Minus the Bear                                 | Dinosaur                                    |                                  |
| 73   | Strand of Oaks                                 | I Know YOU Know You’re Evil                 |                                  |
| 74   | Protomartyr                                    | Sweeney Ashtray                             |                                  |
| 75   | Made of Oak                                    | Vacuum Life                                 |                                  |
| 76   | Iron Reagan                                    | Dark Days Ahead                             |                                  |
| 77   | Into It. Over It.                              | Bergen-Belsen, November 8th 2016            |                                  |
| 78   | Mitski                                         | Fireproof                                   | One-Direction-Cover              |
| 79   | Sean Watkins                                   | Kool Aid                                    |                                  |
| 80   | Told Slant and The JCW                         | Moonlight, or Flashlight                    |                                  |
| 81   | Joan Shelley & Nathan Salsburg                 | Foreign Lander                              |                                  |
| 82   | Jen Cloher                                     | Kinda Biblical                              |                                  |
| 83   | Jacky Winter feat. Amanda Roff                 | I Pay My Taxes                              |                                  |
| 84   | Briana Marela                                  | There Is a War                              | Leonard-Cohen-Cover              |
| 85   | Clap Your Hands Say Yeah                       | Visiting Hours (Alternative version)        |                                  |
| 86   | Glen Hansard                                   | Vigilante Man                               | Woody-Guthrie-Cover              |
| 87   | Julianna Barwick                               | Wade In                                     |                                  |
| 88   | Bully                                          | Right                                       |                                  |
| 89   | Terry Allen                                    | Stroll                                      |                                  |
| 90   | Okkervil River                                 | Denomination Blues                          |                                  |
| 91   | Steve Gunn                                     | Shrunken Heads                              |                                  |
| 92   | Jonathan Rado                                  | Surgeonman                                  |                                  |
| 93   | Gilligan Moss                                  | U Ruined It                                 |                                  |
| 94   | How to Dress Well                              | Strong Enuff                                |                                  |
| 95   | Beach Fossils                                  | Silver Tongue                               |                                  |
| 96   | Steven Morby                                   | Bag of Rats                                 |                                  |
| 97   | David Bazan                                    | The Devil in His Youth                      | Protomartyr-Cover                |
| 98   | Jay Som                                        | Turn the Other Cheek                        |                                  |
| 99   | Waxahatchee                                    | Silver (Demo)                               |                                  |
| 1000 | Phosphorescent                                 | This Land Is Your Land                      | Woody-Guthrie-Cover              |